# AVUS
L'AVUS (acronimo di Automobil Verkehrs und Übungs-Straße, lett. "Strada per il Traffico e per le Prove delle Automobili") è la prima autostrada progettata e aperta al traffico in Germania, successivamente facente parte dell'autostrada A 115. Dal 1921 fino al 1998 era anche, con chiusura temporanea del percorso per il traffico, un circuito automobilistico.
A livello mondiale viene preceduta solo dalla Long Island Motor Parkway nello stato di New York, progettata nel 1906 e aperta al traffico tra il 1908 e il 1911 (precedente sia per quanto riguarda la progettazione sia per l'apertura al traffico), e dalla Bronx River Parkway sempre nello stato newyorchese, progettata nel 1906 e aperta al traffico tra il 1922 e il 1925 (precedente solo per quanto riguarda la progettazione).

## Storia

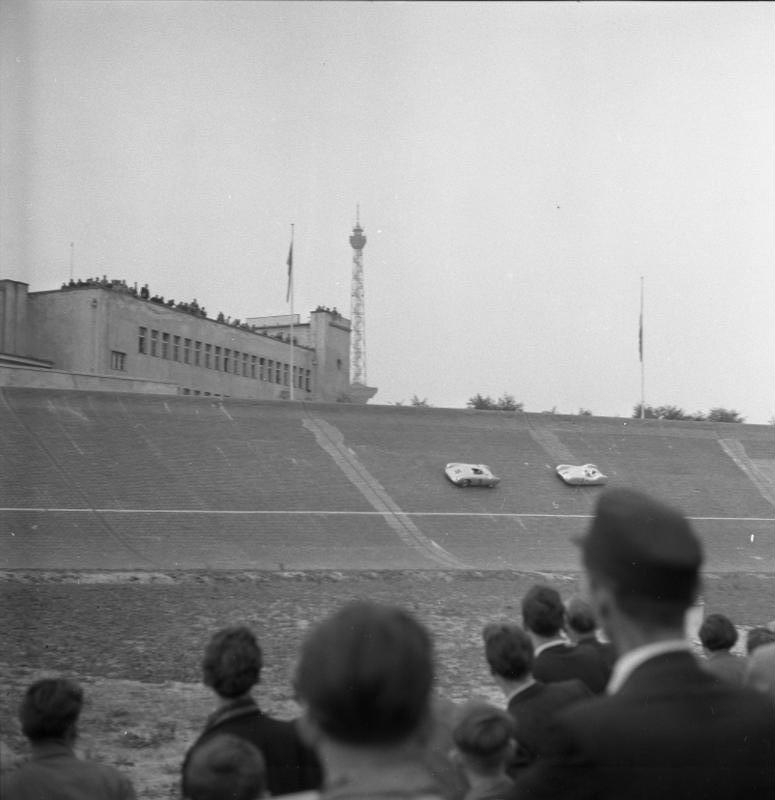
Vista sulla curva Nord durante una gara, nel settembre del 1955.

Nel 1909, la società AVUS comincia gli studi di una strada rapida per automobili, di 10 km di lunghezza a due carreggiate separate da due corsie ciascuna, che sarà costruita attraverso il Grunewald, una grande foresta non distante da Berlino, dal 1º ottobre 1920 inclusa nel territorio cittadino. Dopo diverse vicissitudini dovute alla prima guerra mondiale, l'AVUS viene terminata e inaugurata con la prima corsa automobilistica il 24 settembre e aperta al traffico privato il 1º ottobre 1921. Nato con la doppia finalità di autostrada e di percorso di test per l'industria, è un circuito automobilistico che in origine era semplicemente formato da due rettilinei di poco meno di 10 km uniti da due curve di ritorno, di cui una fu resa fortemente sopraelevata nel 1936 (la "Curva Nord").
Dopo il 1940 non poteva più essere utilizzata la lunghezza intera, essendo stata integrata la AVUS nella rete autostradale; le corse si svolgevano quindi su poco meno della metà del percorso originale, utilizzando come nuova curva sud la vecchia "Curva Moto" nei pressi del Hüttenweg. Tale configurazione è stata in uso fino al 1988, mentre nel 1989 il tracciato è stato ridotto a 4,8 km e nel 1992 ulteriormente ridotto a 2,6 km; per motivi di sicurezza, negli anni 1990 sono state aggiunte due chicane nella zona che precede la "Curva Nord", ormai non più sopraelevata dal 1967.
Il primo Gran Premio di Germania si tenne sul circuito dell'AVUS l'11 luglio 1926, sotto una forte pioggia, e fu vinto da Rudolf Caracciola su Mercedes-Benz; la corsa fu funestata da vari incidenti con morti e feriti: il più grave coinvolse il pilota Adolf Rosenberger, la cui automobile piombò sulla struttura in legno dei segnalatori di gara, uccidendo tre dei cinque occupanti. Il Gran Premio si disputò una seconda volta sul circuito tedesco nel 1959, per la prima volta dopo la nascita della Formula 1, e in quell'occasione il podio fu monopolizzato dalla Ferrari, con la vittoria di Tony Brooks e i piazzamenti d'onore di Dan Gurney e Phil Hill.
Dal 1998 l'AVUS è utilizzata solo come autostrada, dato che la sua chiusura al traffico per i weekend di gara (nell'ultimo periodo, solo per un fine settimana all'anno) aveva iniziato a sollevare problemi sia di viabilità sia che di rumori molesti nei quartieri vicini.

## Albo d'oro della Formula 1
| Anno | Pilota      | Scuderia |
| ---- | ----------- | -------- |
| 1959 | Tony Brooks | Ferrari  |

### Vittorie per pilota
| Vittorie | Pilota      | Anno(i)/Vettura |
| -------- | ----------- | --------------- |
| 1        | Tony Brooks | 1959/Ferrari    |

### Vittorie per scuderia
| Vittorie | Scuderia | Anno(i)/Pilota   |
| -------- | -------- | ---------------- |
| 1        | Ferrari  | 1959/Tony Brooks |